# جوجوبا
الهوهوبا (بالإسبانية: Jojoba)‏ أو السيمونديا الصينية أو السيمونديا الكاليفورنية أو بندق ماعز (الاسم العلمي: Simmondsia chinensis) هو نبات صحراوي يتحمل الظروف والأجواء المتطرفة الحارة والباردة وملوحة التربة العالية، فهو يتحمل العيش في درجة حرارة من (-5 إلى 50) درجة مئوية.
كما يتميز هذا النبات بمقاومته العالية للأمراض والآفات واحتياجه القليل للماء، لذا يعتبر نبات مثالي لزراعته وتكثيره في الصحاري الكثيرة في البلاد العربية للاستفادة من إنتاجه من الزيوت لتحويلها إلى وقود نباتي رخيص ومستديم.
لقد حاولت دولة ماليزيا تجربة الزيوت النباتية الناتجة من أشجار زيت النخيل لهذا الغرض ويمكن الاستفادة من هذه التجربة في تطوير وتصنيع الزيوت والوقود من نبات الهوهوبا.
شجرة الهوهوبا أو الجوجوبا وهو نبات بري معمر ينتج سنويا بذورا مثل بذور الفول السوداني ومغطاة بغلاف بني سميك بعض الشئ. وقد عرفت منذ عدة سنوات القيمة الاقتصادية لهذا النبات الذي تحتوى على (40-60%)من وزنها زيتا نقيا يشابه في مواصفاته زيت كبد الحوت ويمكن أن يحل محله في كثير من الصناعات.
وشجرة الجوجوبا مستديمة الخضرة، يتراوح ارتفاعها نحو 60 سم إلى 4,5 متر ويصل قطرها إلى حوالي 2,5 متر ولها أكثر من ساق رئيسي وكثيرة التفريع ودائرية الشكل، والأوراق بيضاوية متقابلة ذات نصل سميك جلوي تكسوها شعيرات دقيقة شمعية لتقلل من فقد الماء وتشبه إلى حد كبير أوراق الزيتون، بالإضافة إلى أن الأوراق تُحمل رأسية على الأفرع مما يقلل من تعرضها لأشعة الشمس.

## الوصف النباتي
الهوهوبا نبات بري ينمو كشجيرة كبيرة الحجم نوعاً، ولقد تم استئناس هذا النبات حديثأ من موطنه الأصلي في صحارى السونارا الممتدة بين الولايات المتحدة الأمريكية والمكسيك، حيث يكتب اسم النبات باللاتينية (Jojoba) ويلفظ من قبل المتحدثين بالفرنسية (جوجوبا) والمتحدثين بالإسبانية (خوخوبا) والمتحدثين بالأنجليزيه (هوهوبا)، إلا إن اللفظ السائد والمتفق عليه(هوهوبا) (Hohoba). والاسم العلمي للنبات (Simmondisa Chinensis (link ويتبع العائلة (Buxaceac).
النبات من ذوات الفلقتين، مستديم الخضرة ويعمر من 100 – 150 عاما. وللنبات مجموع جذري قوي يتكون من جذر وتدي عميق قد يصل طوله لأكثر من 10 أمتار، ويتفرع من الجذر الوتدي مجموعة جذور جانبية غير سطحية. ويمتاز النبات بأن مجموعه الجذري قد يصل طوله لأكثر من عشرة أضعاف المجموع الخضري وذلك حسب نوعية التربة وقدرة الجذور على النفاذ بها,
ويتكون المجموع الخضري من عدة سيقان تكون في مجموعها شجيرة دائرية الشكل، يتراوح ارتفاعها من 1.5 – 4 أمتار، وذلك باختلاف معدل سقوط الأمطار أو ماء الري. والأوراق بيضاوية الشكل وتشبه إلى حد بعيد أوراق الزيتون إلا أنها سميكة جلدية الملمس، وتغطى بطبقة سميكة من الشمع تكون في شكل بلورات لتعكس أكبر كمية من أشمعة الشمس. وتعتبر نباتات الهوهوبا ثنائية المسكن (وحيدة الجنس)
وأزهار الهوهوبا المؤنثة عديمة الرائحة وألوانها غير جاذبة للحشرات، ولذلك فإن عملية التلقيح تتم بواسطة الرياح وتساعد خفّة وزن حبوب اللقاح وشكلها القرصي على انتقالها عن طريق الريح لمسافات قد تزيد عن 1000 متر. وثمار الهوهوبا من نوع العلبة وتحمل جانبيةً على الأفرع الحديثة؛ وتكون الثمار عادة فردية، وأحياناً زوجية، أو في عناقيد يتراوح عدد ثمارها من 2 – 10 ثمرات.
وتحتوي ثمرة الهوهوبا عادة على بذرة واحدة مائلة للاستطالة وذات قطر دائري، إلا أنه قد يوجد بها أحيانا بذرتان نصف دائرية المقطع، ويتوقف عدد البذور في الثمرة على عدد البويضات التي يتم إخصابها، حيث أن مبيض الزهرة المؤنثة يحتوي على ثلاث كرابل (في كل منها بويضة) قابلة لتكوين 1 – 3 بذور .

## الاحتياجات البيئية
تنمو نباتات الهوهوبا في موطنها الأصلي بين خطي عرض 23 و 35 شمالاً. إلى أن نجاح زراعة الهوهوبا عند خطوط عرض 4 جنوباً في البرازيل، و10 شمالاً في كوستاريكا و18 شمالاً في السودان يوضح أن النبات يمكنه أن ينمو ويزهر ويثمر تحت ظروف متباينة من خطوط العرض والطول.

### درجة الحرارة
تنجح نباتات الهوهوبا في المناطق المعتدلة، حيث يوجد تباين بين درجات حرارة الليل والنهار؛ أما عن درجة الحرارة المثلى لنمو الهوهوبا فهي 20-27م. ويمكن لنبات الهوهوبا تحمّل درجات الحرارة المرتفعة. وقد كان الاعتقاد السائد أن ارتفاع درجة الحرارة عن 38 م يؤدي إلى إقفال ثغور الورقة، وبالتالي الإضرار بعملية التمثيل الضوئي والنمو الخضري للنبات، إلا أن هناك تقارير حديثة تفيد بأن درجات الحرارة المرتفعة حتى 50م لا تضر بالنبات؛ وتتحمل الهوهوبا درجات الحرارة المنخفضة التي قد تصل إلى حد التجمد إن كان ذلك لفترة قصيرة، ويراعى عند اختيار مواقع زراعة الهوهوبا الابتعاد عن المناطق التي تتعرض عادة لموجات من الصقيع الربيعي، حيث أن ذلك يؤدي إلى الإضرار بالنموات الزهرية والخضرية للنبات، وتجود زراعة الهوهوبا في المناطق التي تسود فيها درجات حرارة دافئة أثناء النهار (28 – 36م) ومنخفضة نوعا ما أثناء الليل (13 – 18م)، حيث أن التباين في درجات الحرارة يؤدي إلى إعطاء محصول أوفر. ويجب التنويه إلى إنه لا ينصح بزراعة الهوهوبا في المناطق الاستوائية التي ترتفع فيها الرطوبة النسبية حيث قد تنمو النباتات خضرياً إلا أن إثمارها يكون شحيحاً ومعدوماً.

### ماء الري والأمطار
حيث أن الهوهوبا نبات صحراوي المنشأ فإنه يمكنه النمو في مناطق قد لا تنجح فيها عدة محاصيل أخرى بسبب نقص المياه، على الرغم من أنه يتحمل العطش عندما يتقدم في العمر ويضرب جذوره في الأرض عميقا لكي يتحصل على الماء الأرضي. أما في السنوات الأولى من العمر فإن النبات يحتاج رياً وعناية قد لا تقل عن المحاصيل الأخرى. ويقدر استهلاك الهوهوبا من الماء بثلث استهلاك نبات البرسيم وبنصف استهلاك نبات القطن، ولكي تكون زراعة الهوهوبا مجدية اقتصاديا فإنه ينصح بزراعتها في المناطق التي يتراوح فيها معدل سقوط الأمطار بين 400 – 660 مم في السنة، وليس هناك ضررا من زيادة الأمطار إن كانت التربة رملية جيدة الصرف. والصرف الجيد ضرورة حتمية لنجاح زراعة الهوهوبا حيث أن تجمع الماء حول الجذور لمدة يوم أو يومين كفيل بأن يقضي على النباتات، ولهذا السبب يجب عدم زراعة الهوهوبا في الأراضي الغدقة والمناطق التي تكون عرضة للفيضانات، ويفضّل ري الهوهوبا بنظام الري بالتنقيط حيث يحتاج الفدان إلى 3000 – 3600 متر مكعب سنويا حسب مكان وطبيعة أرض الزراعة.
التربة أنسب الأراضي لزراعة الهوهوبا هي الأراضي الرملية الخفيفة جيدة الصرف، وتنجح الزراعة أيضا في الأراضي الثقيلة إن كانت جيدة الصرف إلا أنها تكون أبطأ في النمو والشيء المؤكد أن نبات الهوهوبا لا يستطيع النمو في الأراضي قليلة التهوية سيئة الصرف، هذا وقد وجد أن الهوهوبا يستطيع تحمل مدى واسع من الرقم الهيدروجيني للتربة قد يتراوح من بين 5 و 8 مما يبشر بإمكانية نمو هذا النبات في مصر والعالم العربي التي تشيع التربة القلوية.

### الملوحة
يقاوم نبات الهوهوبا ملوحة الماء والتربة إلى حد بعيد، ويعتمد ذلك على صنف النبات وكذلك على نوع الملح، فقد وجد أن بعض الأصناف تتحمل ملوحة حوالى 3000 جزء في المليون بينما أصناف أخرى تتحمل ملوحة قد تصل إلى حوالي 7000 جزء في المليون، وفي أحد الحقول التجريبية في دولة الإمارات العربية المتحدة تروى نباتات الهوهوبا بالتنقيط بماء يحتوي على 10.000 جزء في المليون من الأملاح، دون أي تأثير واضح في نموها الخضري، إلا أن الإنتاج يتأثر بعد ملوحة 3000 جزء في المليون، وفي منطقة الجونة بالغردقة في مصر زرعت هوهوبا بمياه مالحة كانت عند الزراعة عام 1999 ملوحتها 5000 جزء في المليون ارتفعت حاليا إلى 7500 جزء في المليون وما زال أداء النباتات جيد والإنتاج مستمر.

## طرق التكاثر
تتكاثر الهوهوبا بسهولة بواسطة البذور، حيث أن بذور الهوهوبا تحتفظ بحيويتها في الإنبات لفترةٍ قد تصل لخمس سنوات؛ إلا أنه يُنصح باستخدام البذور الحديثة حيث تصل نسبة إنباتها إلى أكثر من 95%؛ ويتم إنبات البذور خلال إسبوعين فقط إذا ما زرعت في تربة رملية على عمق 2-3سم وتحت درجة حرارة مناسبة (21-35م). تنخفض نسبة الإنبات كثيرا إذا زرعت عميقة أو كانت درجة الحرارة غير مناسبة حيث تتعفن البذور في التربة قبل أن تتسنى لها فرصة الإنبات، وللإسراع في عملية الإنبات تروى التربة بطريقة معقولة للحفاظ على رطوبة الطبقة السطحية دون الإغداق في الري حيث أن ذلك من شأنه أن يؤدي إلى تعفن البذور أو قتل البادرات، وبعد الإنبات يمكن تباعد فترات الري مع عدم السماح بجفاف التربة طويلاً.

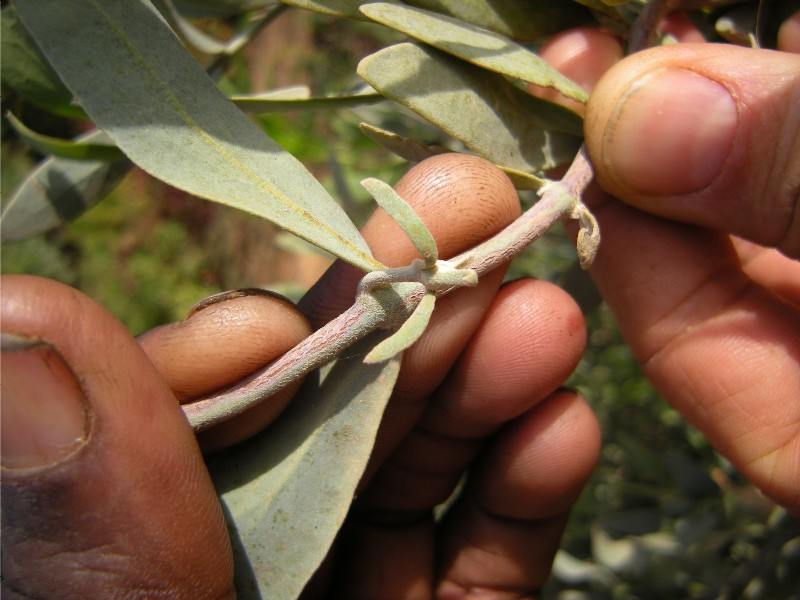
زهرة
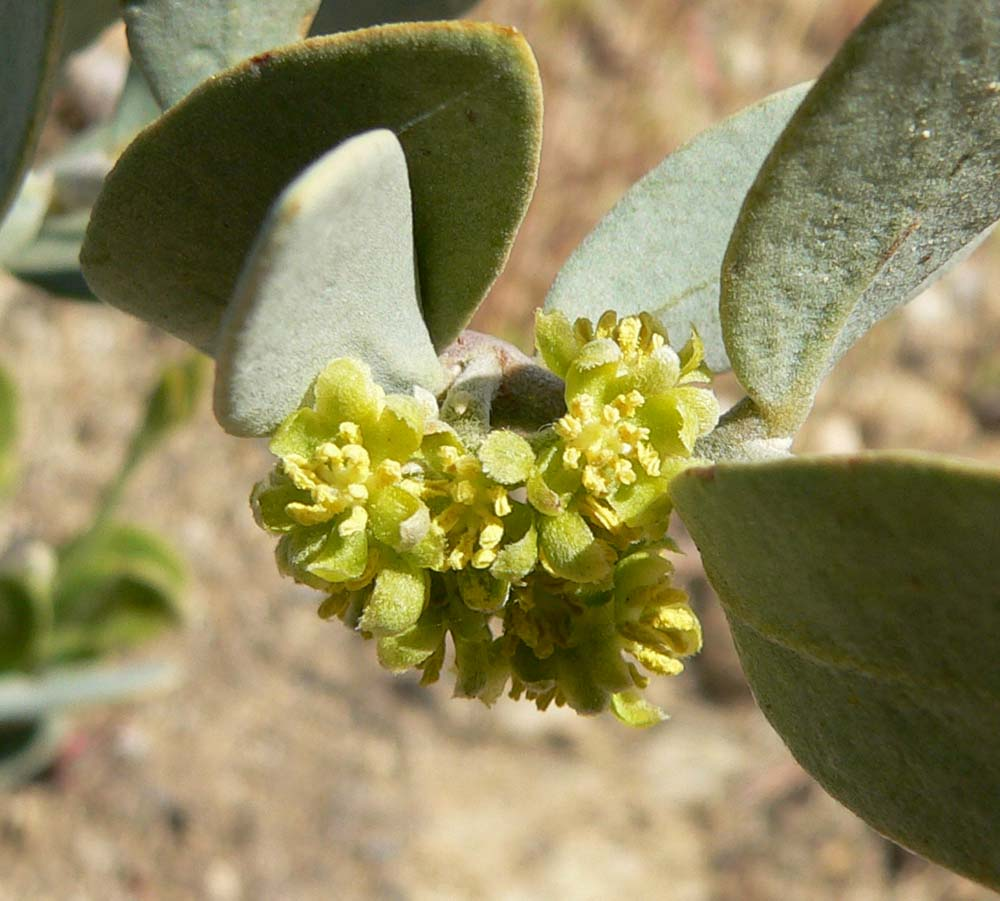
Close-up of male Simmondsia chinensis flowers
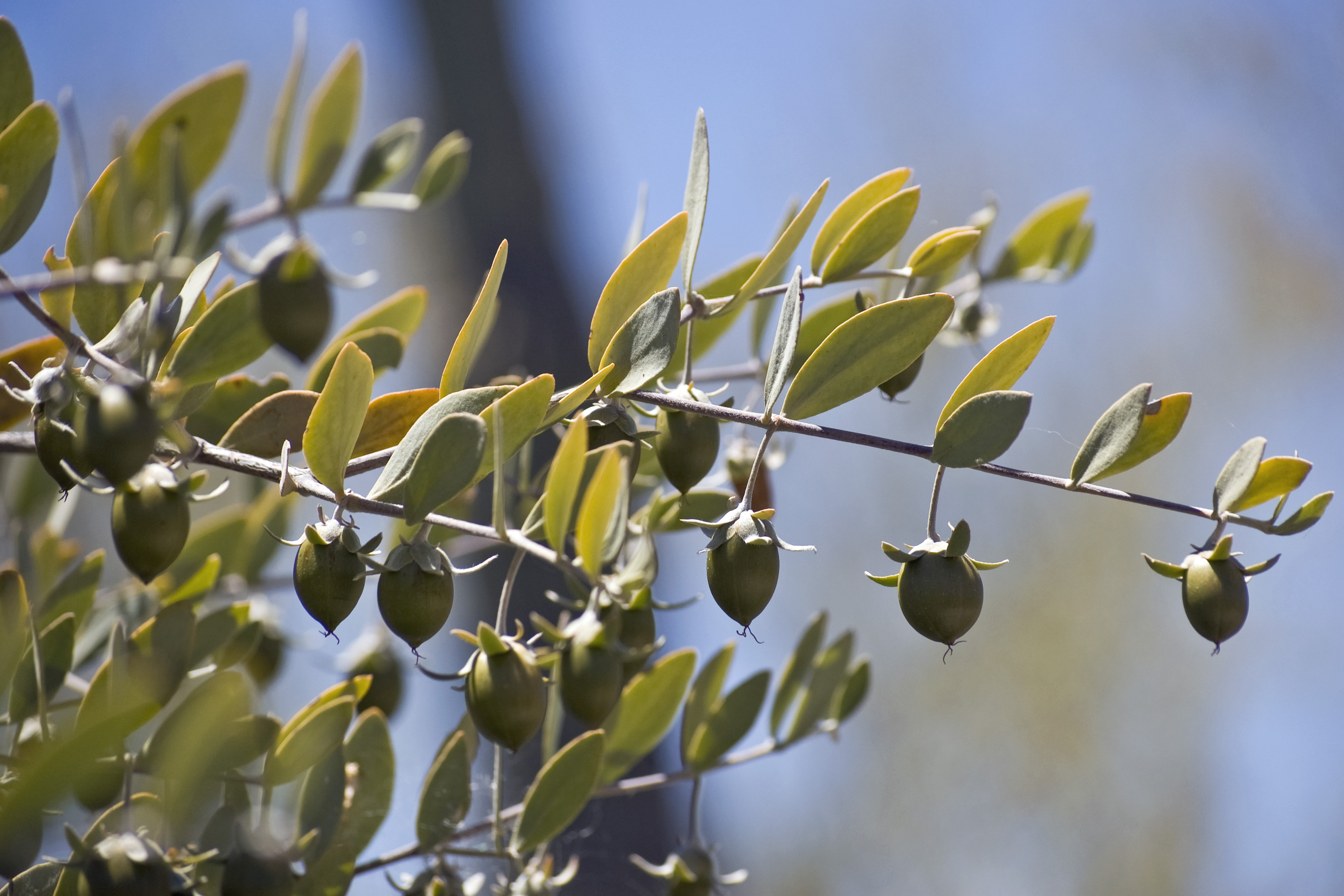
فاكهة الجوجوبا
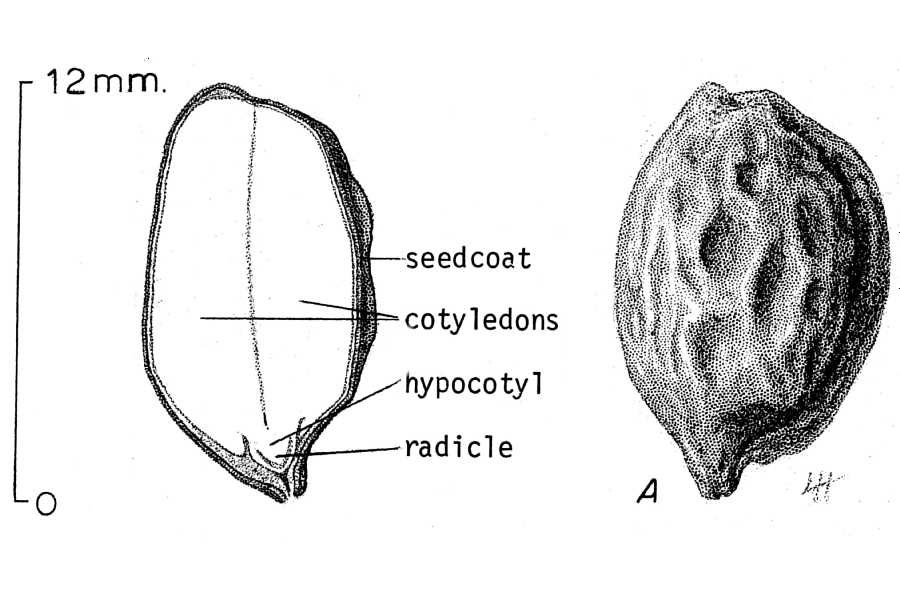
بذور الجوجوبا